# Macomer
Macomer (en sard Macumère) és un municipi sard, situat a l'illa de Sardenya i a la província de Nuoro. L'any 2006 tenia 10.833 habitants. És la capital de la regió de Marghine. Limita amb els municipis de Birori, Bolotana, Bonorva (SS), Borore, Bortigali, Scano di Montiferro (OR), Semestene (SS) i Sindia.

## Història
El 1478 s'hi va lliurar la batalla de Macomer, en la qual la victòria catalana contra els sards encapçalats per Lleonard II d'Alagó i Arborea va posar fi a la independència de l'illa.

## Administració
| Període | Identitat    | Partit        |
| ------- | ------------ | ------------- |
| 2006-   | Riccardo Uda | Llista Cívica |

## Personatges il·lustres
- Melchiorre Murenu, poeta en sard.